# Trichomma intermedium
Trichomma intermedium là một loài tò vò trong họ Ichneumonidae.